# 田中耕

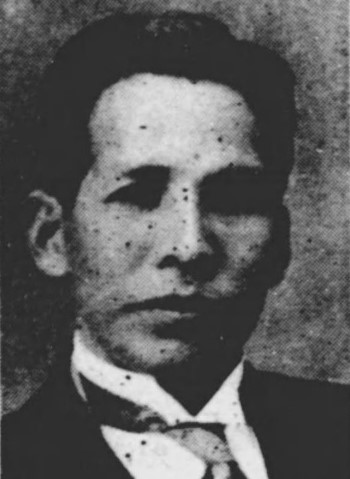
田中耕

田中 耕（たなか こう、1897年（明治30年）7月6日 - 1969年（昭和44年）9月22日）は、日本の政治家・薬剤師。衆議院議員（2期）。右翼活動家。

## 経歴
長野県北安曇郡会染村（現・池田町）生まれ。長野県師範学校第三種講習を経て、1917年（大正6年）明治薬学校（現・明治薬科大学）卒。薬剤師を経て、長野県豊科町（現・安曇野市）で薬局を開設。また、長野県豊科町商工会議員も務め、1936年（昭和11年）第19回衆議院議員総選挙で立憲養正会の公認で出馬し、落選するも、その後繰り上げ当選。院内では興亜議員同盟に所属した。1937年（昭和12年）の第20回衆議院議員総選挙で再選。1940年（昭和15年）、大政翼賛会が結成されるも、立憲養正会はかねてより新体制運動を批判しており、大政翼賛会には合流しなかった。その後も批判を続けたため1942年（昭和17年）に立憲養正会は結社禁止となり解散となった。田中は無所属議員となり、第21回衆議院議員総選挙には無所属で立候補したものの落選した。戦後、公職追放となり（1951年追放解除）、追放解除後は国政選挙には立候補せず、戦後再建された立憲養正会の最高顧問や豊科町長などを務めた。

## 著作
- 述『重大時局に際して為政者の根本的反省を促す』〈立憲養正会宣伝パンフレット9〉養正時評社出版部、1941年。